# Cassopolis
Cassopolis è un villaggio degli Stati Uniti d'America, situato nello Stato del Michigan, nella contea di Cass, della quale è il capoluogo.